# 虾蟆草
虾蟆草（学名：Pilea grandis）为荨麻科冷水花属下的一个种。

## 扩展阅读
- 維基物種上的相關：虾蟆草